# Inaccessible Island (Antarktika)
Inaccessible Island ist eine felsige Insel, die zu den antarktischen Dellbridge-Inseln in der Erebus Bay der Ross-Insel gehört. Sie liegt ca. 1,6 km südwestlich von Kap Evans. Sie ist die eindrucksvollste der Inseln, weil sie bei einer Höhe von bis zu 160 m nahezu immer frei von Schnee ist. Sie wurde während der Discovery-Expedition (1901–1904) unter der Leitung von Robert Falcon Scott entdeckt. Den Namen erhielt die Insel wegen der Schwierigkeit, sie zu erreichen (englisch inaccessible ‚unzugänglich‘).

## Einzelnachweise

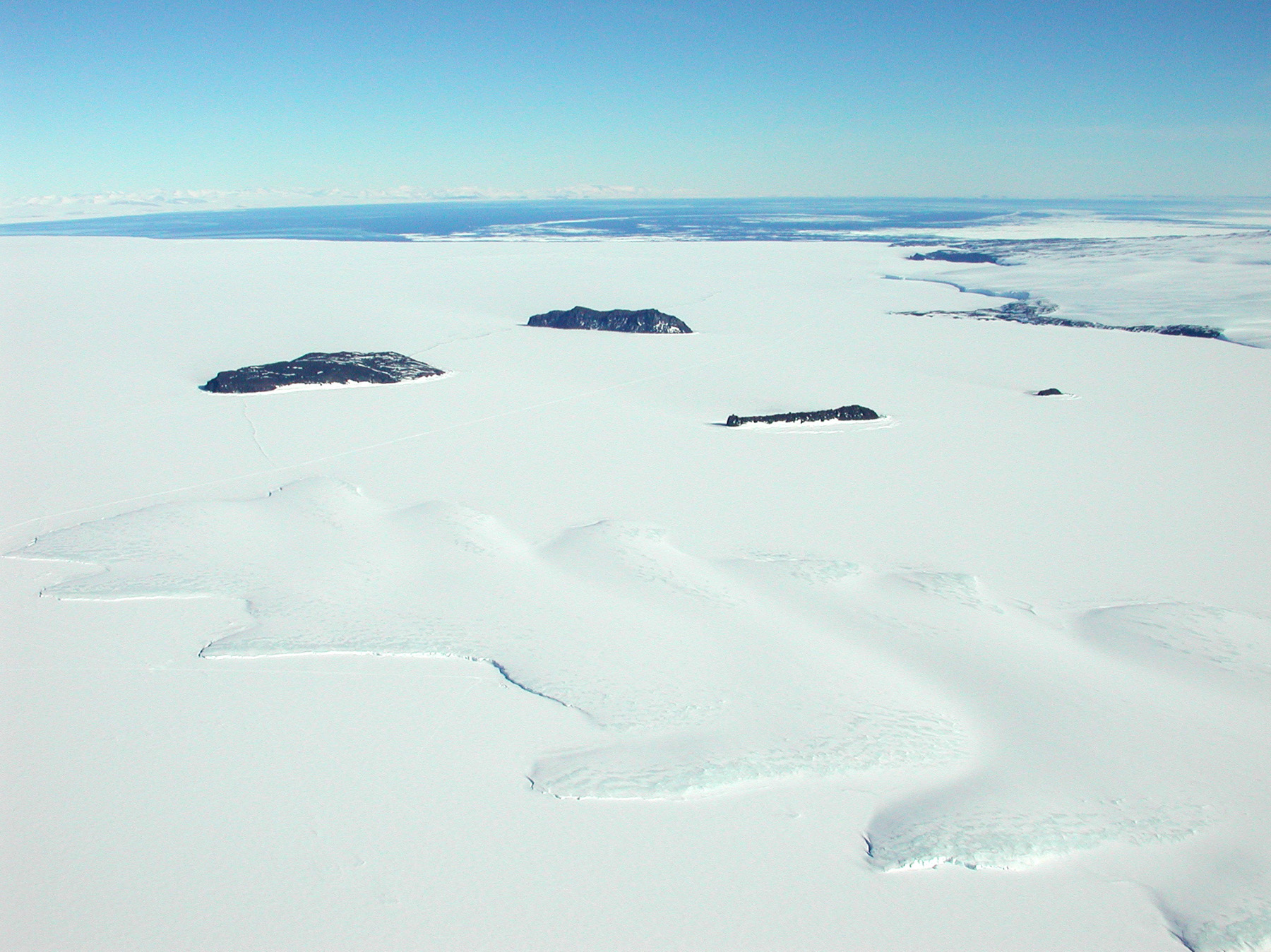
Die Dellbridge-Inseln. Inaccessible Island in der oberen Bildmitte. Im Vordergrund die Erebus-Gletscherzunge, rechts Kap Evans. Im Hintergrund das Rossmeer